# Barranc de Vilanova (Sensui)
El barranc de Vilanova és un barranc que es forma en el terme de Conca de Dalt, al Pallars Jussà, entre Toralla i Serradell (antic municipi), i va a buscar el termenal amb Salàs de Pallars, fins que s'aboca en el Barranc de Sensui just al nord del poble de Sensui. En el tram de capçalera s'anomena Llaueta de Vilanova.
Es forma en la Serra del Cavall, contrafort meridional de la Serra de Sant Salvador, discorre cap al sud-est, i rep per l'esquerra de seguida la llaueta de Vilanova. Passa a llevant de la Masia de Vilanova -que li dona nom-, deixant a ponent els Camps de la Masia (Vilanova), i hi rep les aigües de la Font de Vilanova. Continua cap al sud-est i a ponent de la partida de Gavatx rep per l'esquerra el barranc del Solà, i al lloc del Fornot, on rep per la dreta la llau de l'Obaga, es decanta més cap al sud. Discorre d'aquesta manera fent de termenal entre Salàs de Pallars i Conca de Dalt (Toralla i Serradell), fins que s'aboca en el barranc de Sensui a ponent de la partida de Llinars.